# Jimmy Campbell (cầu thủ bóng đá, sinh năm 1937)
James Charles Campbell (11 tháng 4 năm 1937 – 1994) là một cầu thủ bóng đá người Anh ghi 37 bàn trong 144 lần ra sân ở Football League khi thi đấu ở vị trí tiền vệ chạy cánh phải cho West Bromwich Albion, Portsmouth và Lincoln City. Ông cũng thi đấu bóng đá non-league cho Maidenhead United và Wellington Town.